# Liste der Kulturgüter in Lema
Die Liste der Kulturgüter in Lema enthält alle Objekte in der Gemeinde Lema im Kanton Tessin in der Schweiz, die gemäss der Haager Konvention zum Schutz von Kulturgut bei bewaffneten Konflikten, dem Bundesgesetz vom 20. Juni 2014 über den Schutz der Kulturgüter bei bewaffneten Konflikten sowie der Verordnung vom 29. Oktober 2014 über den Schutz der Kulturgüter bei bewaffneten Konflikten unter Schutz stehen.
Objekte der Kategorie A sind im Gemeindegebiet nicht ausgewiesen, Objekte der Kategorie B sind vollständig in der Liste enthalten, Objekte der Kategorie C fehlen zurzeit (Stand: 1. Januar 2023).

## Kulturgüter
| Foto | | Objekt | Kat. | Typ | Standort                                          | Beschreibung |
| ---- | --------------------------------------------------------------------------------------------------- | --- | ---- | --- | ------------------------------------------------- | ------------ |
| ja   | Datei hochladen · Wikidata zu Kirche Santo Stefano al Colle und Beinhaus (Q3674331)                 | Kirche Santo Stefano al Colle und Beinhaus / Chiesa di Santo Stefano al Colle e ossario KGS-Nr.: 05606                                                 | A    | G   | Miglieglia, Via Santo Stefano 709843 / 98097      |              |
| BW   | Datei hochladen · Wikidata zu Museum des Malcantone (Q3867915)                                      | Museo del Malcantone KGS-Nr.: 08567 | A    | S   | Curio, Via Caradora 15 710237 / 95577             |              |
| BW   | Datei hochladen · Wikidata zu Garaverio, mittelalterliche Siedlung (Q117348013)                     | Garaverio, mittelalterliche Siedlung / Garaverio, insediamento medievale KGS-Nr.: 16518                                                                | A    | F   | Curio, Garaverio 707980 / 95950                   |              |
| ja   | Datei hochladen · Wikidata zu Pfarrkirche Santi Pietro e Paolo mit Beinhaus und Kreuzweg (Q3668341) | Pfarrkirche Santi Pietro e Paolo mit Beinhaus und Kreuzweg / Complesso della chiesa parrocchiale di San Pietro con ossario e Via Crucis KGS-Nr.: 05256 | B    | G   | Astano, Longhiron 706945 / 96489                  |              |
| ja   | Datei hochladen · Wikidata zu Pfarrkirche San Rocco (Q3671866)                                      | Pfarrkirche San Rocco / Chiesa parrocchiale di San Rocco KGS-Nr.: 05267                                                                                | B    | G   | Bedigliora, Piazza San Rocco 708742 / 95524       |              |
| BW   | Datei hochladen · Wikidata zu Hammerschmiede des Malcantone (Q117639973)                            | Maglio del Malcantone / Hammerschmiede des Malcantone KGS-Nr.: 05607                                                                                   | B    | G   | Miglieglia, Via Cassinelle 626a.99 710701 / 98046 |              |